# Granola
La granola es un alimento formado por copos de avena y miel. También puede contener frutos secos y otros ingredientes naturales. 
La mezcla se hornea hasta que sea crujiente. Durante el proceso de cocción se agita la mezcla para mantener la consistencia suelta típica de los  cereales que se comen en el desayuno. 
A veces se le añaden frutas secas, especialmente pasas o dátiles, además en ocasiones suele agregarse trozos de otras frutas como banana.

## Barras de cereales

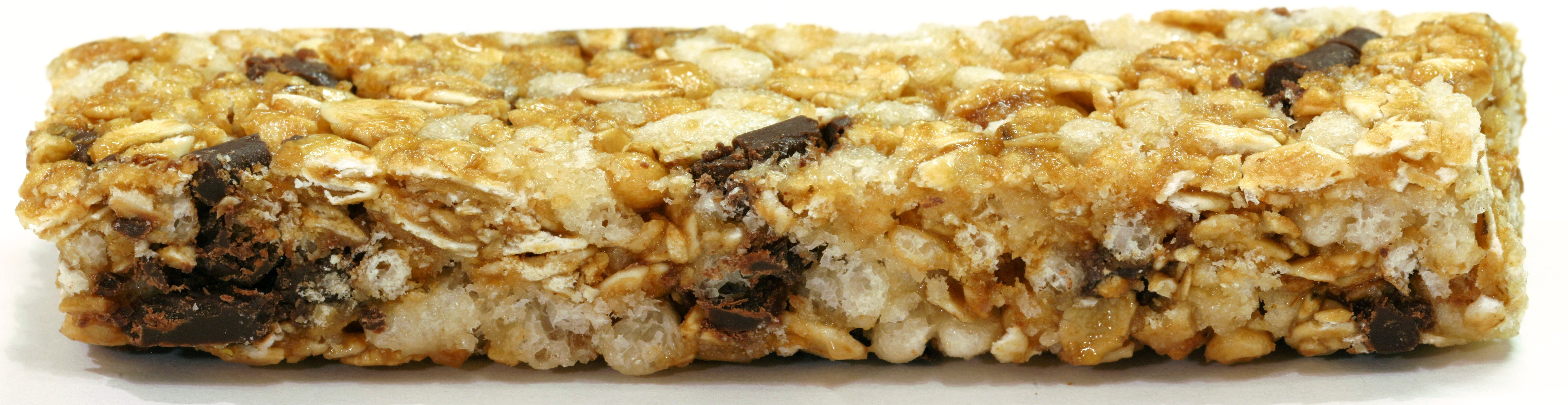
Barras de cereales.

Más recientemente las barras de granola o barritas de cereales han crecido en popularidad. Las primeras barras de granola eran idénticas a la granola convencional excepto por su forma. En vez de la ligera consistencia típica de los cereales para el desayuno, las barras de granola se presentan cocidas con su forma ya dada, para que el resultado sea más conveniente y rico.

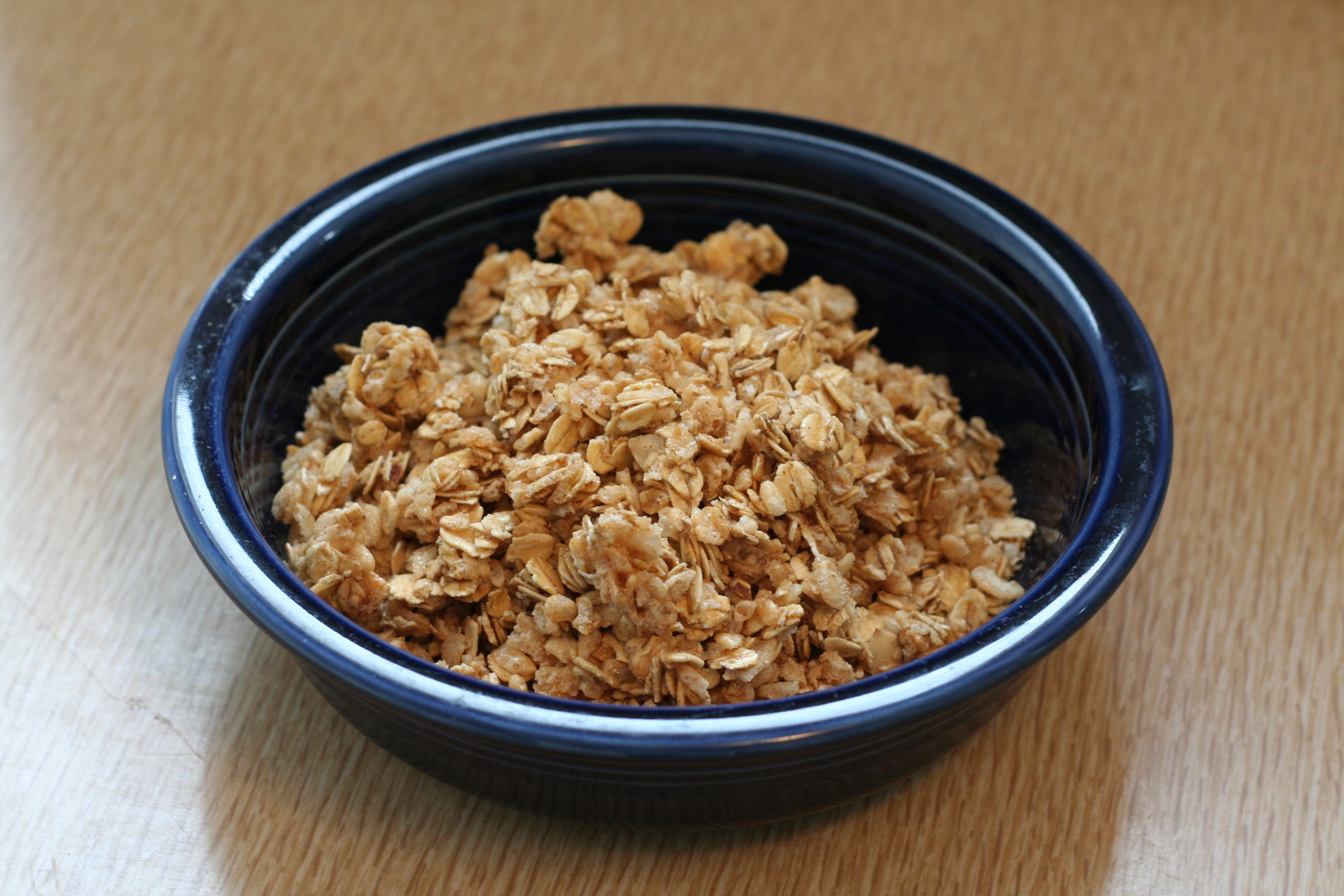
Un tazón de granola.

Otra variedad es la barra "masticable" de granola, en la cual las avellanas están apenas (o nada) cocidas para dar una textura más agradable. Algunos fabricantes prefieren llamar esta variedad "barra de cereales" o "barra snack".

## Nutrición
Esta mezcla fue creada por el médico estadounidense James Caleb Jackson, quien la llamó "granula", en 1863. "Es muy buena en la nutrición, sobre todo si se hace deporte, ya que tiene gran cantidad de calorías, las que proporcionan energía, además en la dieta de musculación (hipertrofia) suele utilizarse ya que ayuda a la misma".[cita requerida]
Además de servir de desayuno y snack, la granola se come a menudo cuando se va de excursión o acampada, porque es un alimento poco pesado, altamente energético, y fácil de almacenar; similar a una bolsa de frutos secos.[cita requerida]
Durante los años '90, muchos fabricantes de cereales introdujeron la granola "baja en grasas" como una alternativa a la granola tradicional. La granola baja en grasas tiende a ser más seca que la típica, y de hecho puede ser más saludable si la receta no ha sido modificada añadiendo azúcares y/u otros tipos de calorías. Resulta bastante común tomar la granola como algo más sano que alternativas tradicionales, como las galletas o rosquillas.[cita requerida] Estrictamente esto no es acertado, ya que muchos fabricantes añaden aceites hidrogenados y otros ingredientes que no se encuentran en la granola clásica. Aunque es cierto que estos tipos de granola se acercan más a la comida basura, sí es cierto que pueden contener una buena cantidad de fibra y otros nutrientes (debido a la falta de edulcorantes refinados y aceites).[cita requerida]